# Sellindge
Sellindge är en ort och civil parish i grevskapet Kent i sydöstra England. Orten ligger i distriktet Folkestone and Hythe, mellan Ashford och Folkestone. Tätorten (built-up area) hade 766 invånare vid folkräkningen år 2021.